# Willy Pogány
William Andrew (« Willy ») Pogány (né Vilmos Andreas Pogány en août 1882 à Szeged, Autriche-Hongrie ; mort le 30 juillet 1955 à New York, États-Unis) est un illustrateur, peintre et décorateur hongrois. Principalement connu pour ses dessins concernant les mythes et les fables, il est rattaché à l'Art nouveau.

## Biographie
Willy Pogány fut étudiant à l'Université polytechnique et économique de Budapest avant de partir à Paris et Munich.
Il a contribué aux magazines Pulp, Pour vous et a illustré des livres de Pierre Louÿs, Padraic Colum (dont Le Fils du roi d'Irlande en 1916, leur première collaboration), Lewis Carroll, Omar Khayyam.
Il fut aussi décorateur au Metropolitan Opera, au Heckscher Children's Theatre.

## Filmographie
- 1934 Wonder Bar de Lloyd Bacon et Busby Berkeley
- 1934 Les Pirates de la mode de William Dieterle

## Galerie

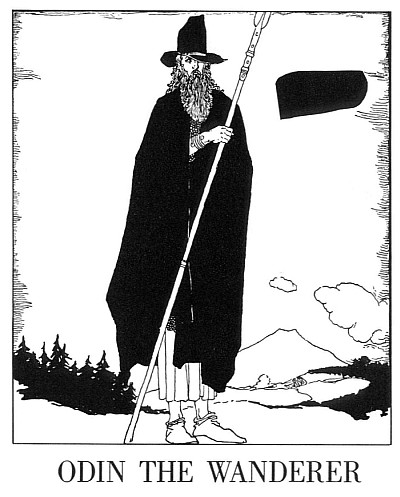
The Children of Odin : The Book of Northern Myths de Padraic Colum, 1917
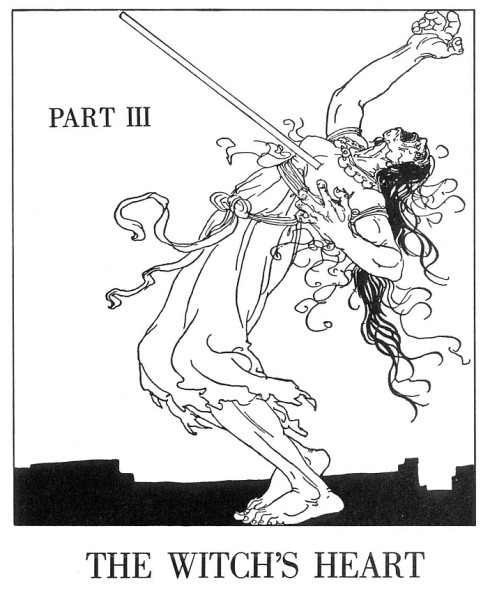
The Children of Odin : The Book of Northern Myths de Padraic Colum, 1917
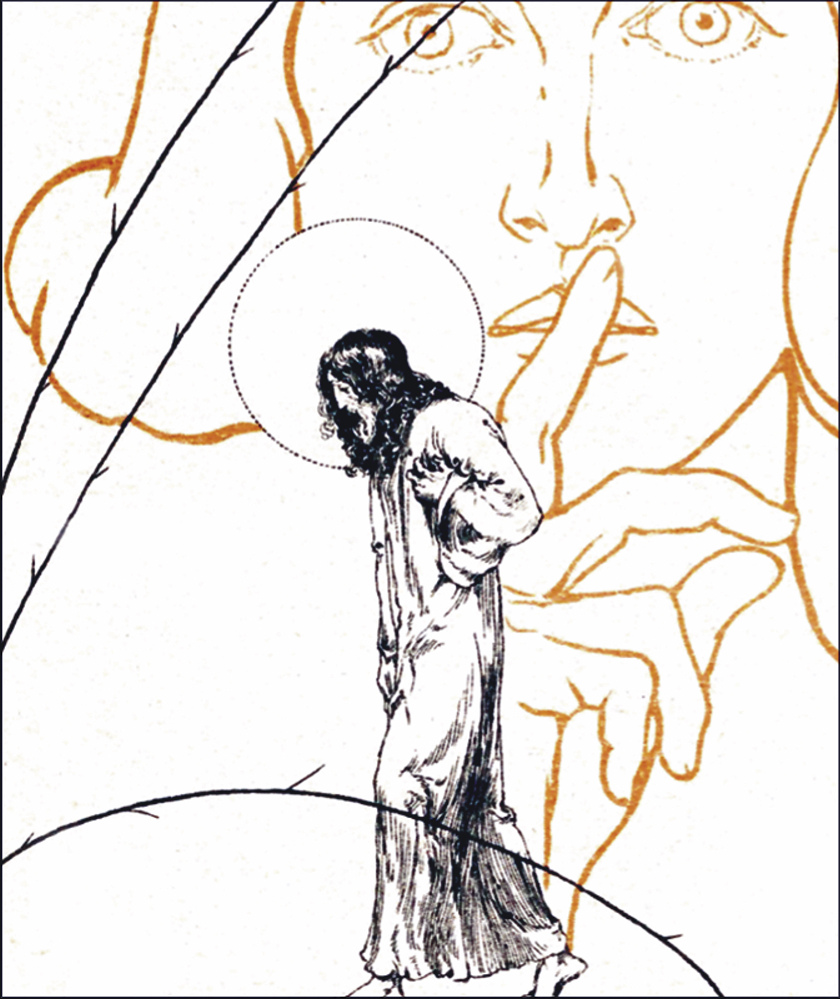
Walk Me Through My Dreams, Again de Joe Lindsay[6], 1912
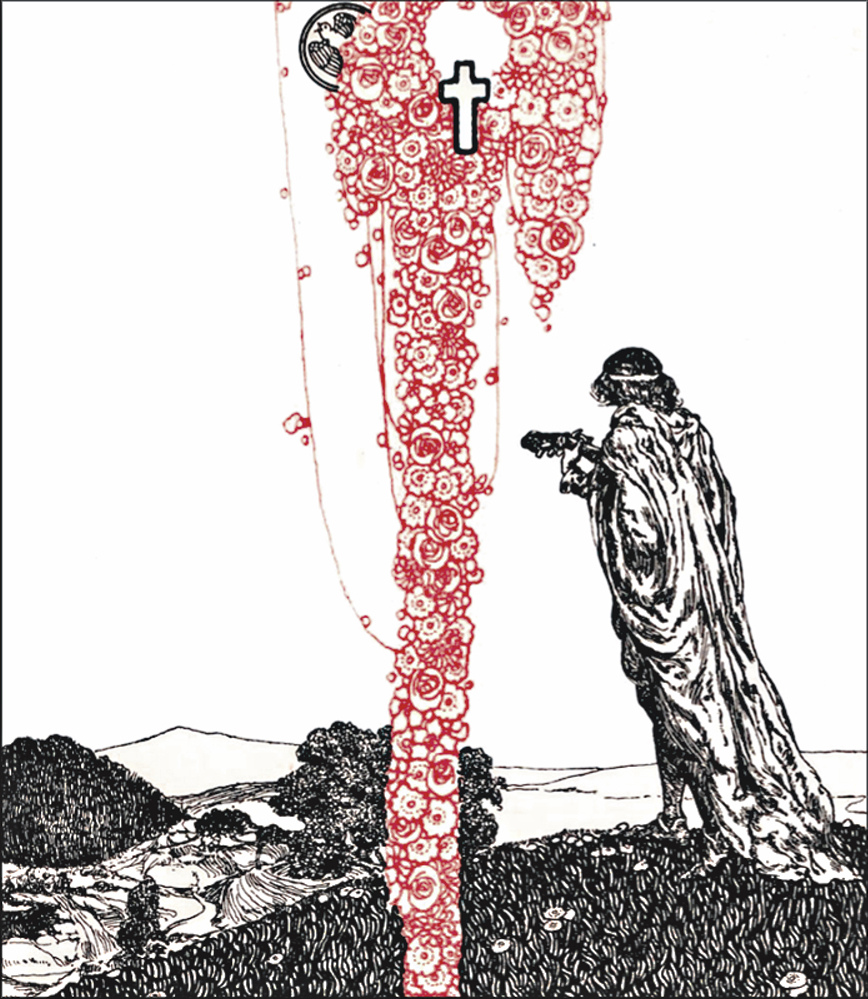
Walk Me Through My Dreams, Again de Joe Lindsay, 1912
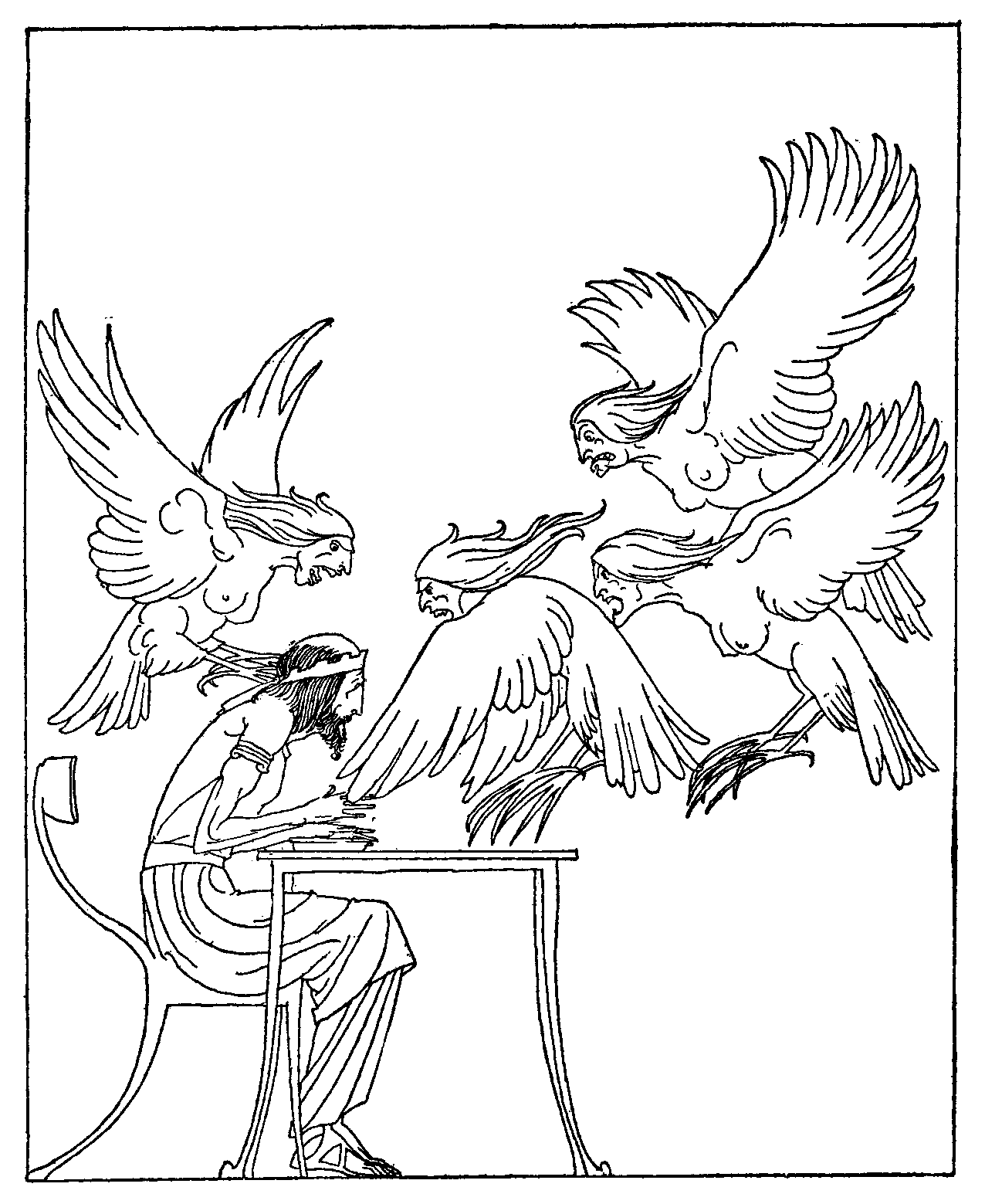
The Golden Fleece and the Heroes Who Lived Before Achilles, 1921